# Birnbeck Pier
Birnbeck Pier, también conocido como Old Pier, es un muelle situado en el canal de Bristol, en Weston-super-Mare, North Somerset, Inglaterra, a unos 29 km al suroeste de Bristol. Es el único muelle del país que une tierra firme con una isla, la de Birnbeck, una isla rocosa de 1,2 hectáreas situada al oeste de Worlebury Hill. El muelle, catalogado de grado II*, fue diseñado por Eugenius Birch e inaugurado en 1867. El muelle de Birnbeck es uno de los seis únicos muelles de grado II* que se conservan en el país. Las salas de refrescos y espera de 1898 fueron diseñadas por el arquitecto local Hans Price, y a él se atribuyen la torre del reloj y la casa del capitán del muelle.
Durante la segunda mitad del siglo XIX y principios del XX, el muelle fue muy frecuentado por lugareños y turistas. Como punto de embarque de los vapores que navegaban por el Canal de Bristol, sufrió varias ampliaciones y modificaciones a lo largo de los años. Durante la Segunda Guerra Mundial, el Almirantazgo le encargó la construcción del HMS Birnbeck como parte de la Dirección de Desarrollo de Armas Misceláneas (DMWD) para la investigación de nuevas armas. Entre sus tareas figuraba la realización de ensayos con la "bomba de rebote" Barnes Wallis.
El muelle reabrió sus puertas después de la guerra, pero el número de visitantes y pasajeros de barcos de vapor disminuyó. La última excursión visitó el muelle en 1979. El embarcadero está cerrado al público desde 1994, figura en el Registro de Edificios en Riesgo y parte de él se derrumbó durante las tormentas de 2015. El muelle fue adquirido por el Consejo de North Somerset en julio de 2023 con el objetivo de restaurarlo y reabrir la estación de botes salvavidas, que fue trasladada fuera del muelle en 2011.

## Historia
El origen del nombre Birnbeck es desconocido, pero puede tomar el «beck» de la palabra escandinava bekk, un banco en nórdico antiguo literario. Otra posibilidad es que Birnbeck proceda del irlandés antiguo «berna bec», un «pequeño hueco», debido al estrecho canal que separa la isla de la colina de Worlebury.
La roca es caliza, dando lugar al término geológico «Formación caliza Birnbeck».
Antes de la construcción del muelle, se podía acceder a Birnbeck Island por una calzada natural durante la marea baja. En 1845 se propuso conectar Birnbeck Island con el continente en el extremo occidental de Worlebury Hill. Dos años más tarde se iniciaron las obras de un puente colgante diseñado por James Dredge, arquitecto del puente Victoria de Bath, que patentó el principio de conicidad basado en el uso de cadenas en lugar de cables, como es más habitual en los puentes colgantes. El diseño del puente de Dredge se consideró "una fase muy significativa, aunque relativamente efímera, en el desarrollo de los puentes colgantes". Durante una huelga de canteros, lo poco que se había construido resultó dañado durante una tormenta, lo que puso fin al proyecto del puente colgante.

### Construcción

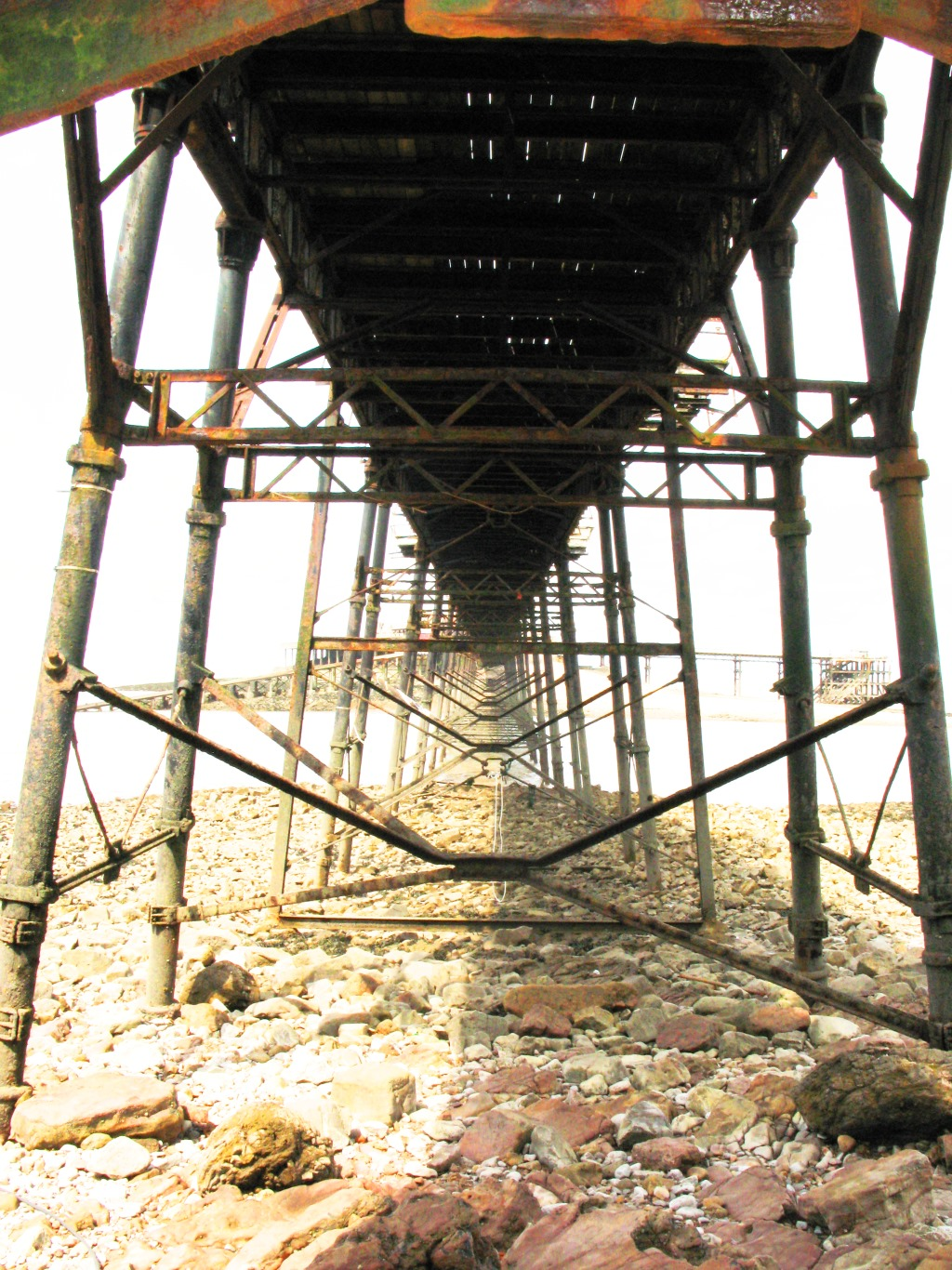
Los pilotes y las vigas

En 1864, se hizo una nueva propuesta para construir un embarcadero que cruzara hasta la isla, financiada con 2.000 acciones que recaudaron 20.000 libras. Cecil Hugh Smyth Pigott, el hijo de cuatro años del señor de la mansión, colocó la primera piedra el 28 de octubre de 1864, cuando se declaró día festivo en la ciudad y se celebró una cena en el ayuntamiento.
El muelle principal tenía originalmente 351 m de longitud y 6 m de anchura, con una construcción en voladizo. Sin embargo, el muelle de bajamar fue dañado por una tormenta en 1903, reconstruido en 1909 y finalmente desmantelado en 1923, lo que significa que el muelle tiene ahora 317 m de longitud. Debido a sus características arquitectónicas, como los estribos a ambos extremos del muelle, éste se asemeja más a un puente que otros muelles de recreo. Quince grupos de pilotes sostienen una viga de celosía continua, cada uno de los cuales consta de cuatro pilotes atornillados en el lecho del río en ángulo con una riostra en X entre cada par adyacente. La instalación de palas de tornillo en los pilotes de hierro, en lugar de los pilotes de madera entonces aceptados, creó una base de apoyo más profunda y mucho más resistente. Esta fue una de las innovaciones aportadas por Eugenius Birch que han permitido la supervivencia de muchos de los muelles que diseñó. Hubo problemas de oscilaciones en la estructura cuando las bandas desfilaron por el muelle, tanto el día de la inauguración como de nuevo en 1886. Como consecuencia, se añadieron más refuerzos horizontales a los pilotes y se promulgó una ley que prohibía desfilar por el muelle. El peaje gótico y los edificios del muelle fueron diseñados por el arquitecto local Hans Price.
Para permitir que los vapores trajeran a los excursionistas a Weston-super-Mare desde los puertos del Canal de Bristol, tanto del lado inglés como del galés, se amplió un embarcadero en el lado oeste de la isla. El estuario del Severn tiene la segunda mayor amplitud de marea del mundo, sólo superado por la bahía de Fundy, en el este de Canadá. La forma de embudo del estuario, su amplitud de marea y la geología subyacente de roca, grava y arena producen fuertes corrientes de marea y una gran turbidez, lo que da al agua una notable coloración marrón. La amplitud de marea hace que las patas del embarcadero queden en gran parte expuestas en marea baja y ocultas en marea alta.

### Operación
Cuando se inauguró el muelle el 5 de junio de 1867, de nuevo por Cecil Hugh Smyth Pigott, muchos de los habitantes de Weston-super-Mare disfrutaron de un día de fiesta y se celebró un banquete en el Ayuntamiento. El peaje para pasear por el muelle era de 1d (un penique antiguo), pero rápidamente se elevó a 2d, que era la tarifa máxima permitida por la Ley General de Muelles y Puertos de 1861 (24 & 25 Vict. c. 45). 120.000 personas pagaron el peaje en los tres primeros meses. Se instaló un sistema de tranvías para transportar el equipaje de los pasajeros que llegaban al muelle.

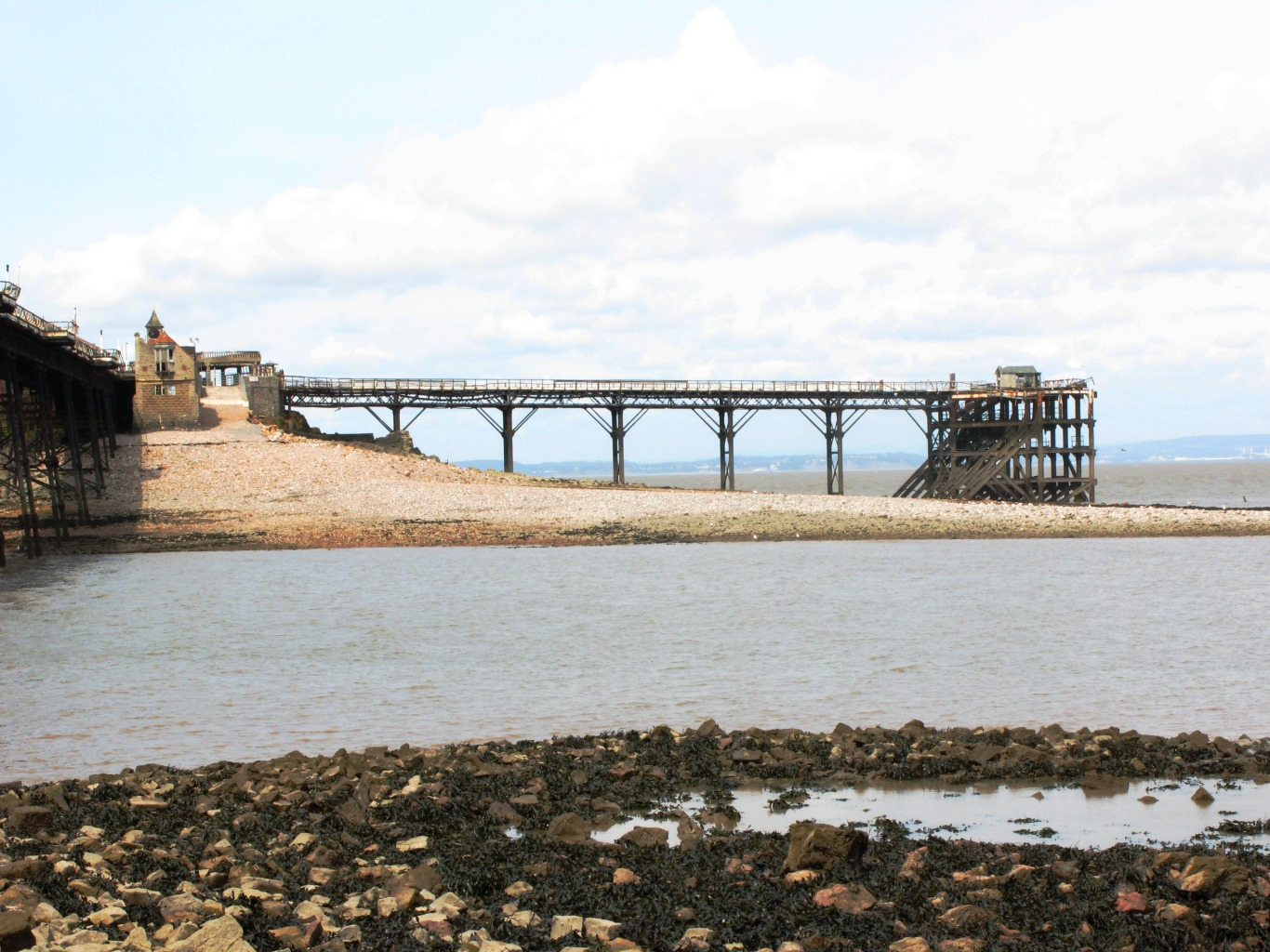
El espigón norte construido en 1905

En 1872 se añadió un nuevo espigón norte de madera que permitió eliminar el embarcadero occidental original. En 1898 se construyó otro embarcadero en la esquina suroeste, que llegaba hasta aguas profundas incluso con marea baja, lo que permitía a los vapores utilizar el muelle en todos los estados de la marea. En 1903 resultó dañado por un vendaval y, aunque se reconstruyó en 1909, cerró en 1916 y fue desmantelado en 1923. El espigón norte también había sufrido daños en el temporal de 1903, pero fue sustituido por la actual estructura de acero en 1903-4.
En 1904 se inauguró un segundo muelle, conocido como el "Gran Muelle", en el centro de Weston-super-Mare. Aunque tenía capacidad para albergar vapores, se utilizaba poco debido a las difíciles corrientes que rodeaban la estructura. Un tranvía eléctrico que recorría el paseo marítimo iba y venía de la carretera de acceso al muelle en Birnbeck.

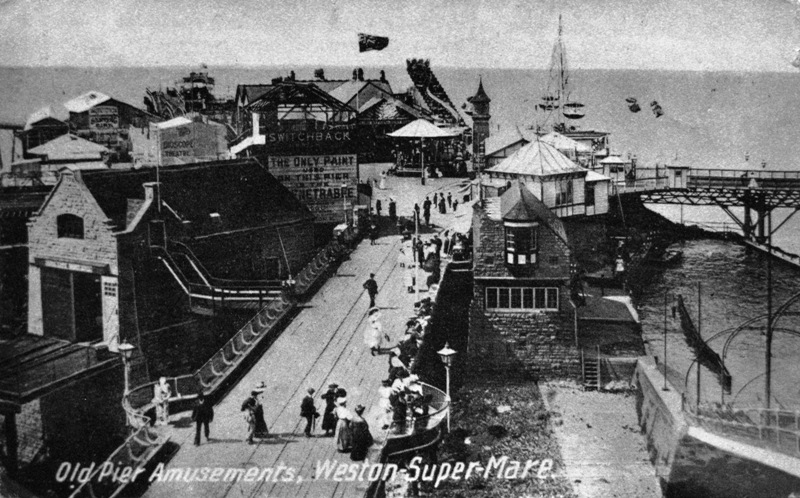
Diversiones en el muelle, hacia 1910. A la izquierda, la estación de botes salvavidas de 1902.

Muchos de los visitantes que llegaban en los vapores nunca abandonaban el muelle y la isla Birnbeck, que albergaban el café, el pabellón, las atracciones y el parque de atracciones. El incendio del 26 de diciembre de 1897 los destruyó y sustituyó por los edificios actuales, aunque éstos han sufrido modificaciones con el paso de los años. Las atracciones incluían mutoscopios, una galería de tiro, un tiovivo, columpios de parque, un teatro de las maravillas y un bar con licencia. En 1891 se instaló un teléfono, sólo seis meses después de que se instalara el primero en la ciudad. En 1909, la zona de atracciones se amplió con una extensión sobre soportes de hierro a lo largo del lado sur de la isla. Sin embargo, no se construyó conforme a las especificaciones adecuadas, por lo que fue demolida en 1912; en su lugar se añadió una plataforma de hormigón más grande en 1932.
El Almirantazgo se hizo cargo del muelle en 1941 como puesto avanzado de la Dirección de Desarrollo de Armas Misceláneas (DMWD). Se le dio el nombre de HMS Birnbeck y se utilizó para el desarrollo y almacenamiento de armas secretas, así como para pruebas. La "bomba saltarina" se probó en el fuerte de Brean Down, en la orilla opuesta de la bahía de Weston. Tras la guerra, el muelle reanudó su función de atracción turística, pero el negocio decayó debido a la competencia del Grand Pier, que abrió sus salones recreativos en 1946.
En 1962, la Birnbeck Pier Company vendió el muelle a P & A Campbell, los operadores de los barcos de vapor. Tras la retirada de sus barcos, se vendió a John Critchley, que lo reconvirtió en un "centro de placer victoriano" que incluso tenía permiso especial para emitir su propia moneda a los visitantes. Desde entonces ha habido varias propuestas para convertir el muelle en un éxito comercial de nuevo, entre ellas convertirlo en un hotel, un casino, uso residencial o el centro de un puerto deportivo.
La compañía de barcos de vapor con más éxito en el Canal de Bristol fue la flota "White Funnel" de P & A Campbell. Sus operaciones se suspendieron durante la Segunda Guerra Mundial, tras lo cual el número de pasajeros disminuyó con la disponibilidad de vacaciones baratas en el extranjero y la apertura del puente del Severn en la década de 1960. Los transbordadores regulares dejaron de prestar servicio a Birnbeck en 1971 y la última excursión se realizó el 19 de octubre de 1979. Los "vapores" de recreo PS Waverley y MV Balmoral siguen operando en el canal de Bristol, pero las escalas en Weston se realizan mediante una embarcación auxiliar de conexión desde el puerto de Knightstone.

### Desuso

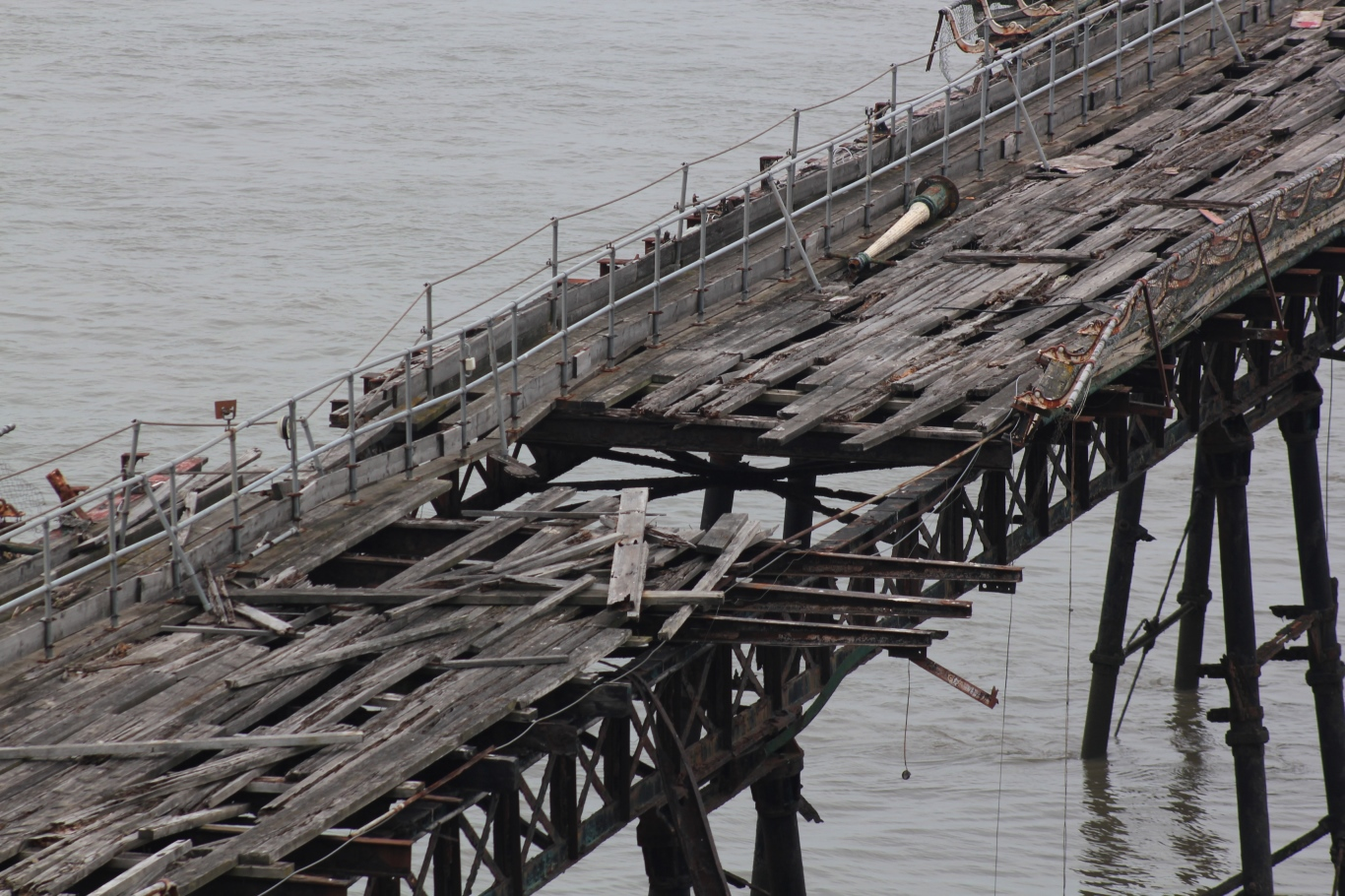
El entablado y las vigas están en mal estado (fotografía de 2023)

En 1984, el muelle sufrió daños por valor de un millón de libras debido a la deriva de equipos durante unas obras de ingeniería en Sand Bay, al norte del muelle. Los daños se repararon rápidamente, a pesar de que se temía que Birnbeck pudiera llegar a ser como el cercano muelle de Clevedon, que en aquel momento estaba cortado por un vano derrumbado.El muelle volvió a sufrir graves daños por tormentas en 1990 y se cerró por motivos de seguridad en 1994. Los viajes diarios durante los meses de verano desde y hacia Cardiff, Clevedon y Penarth se suspendieron indefinidamente.Debido al deterioro, English Heritage lo incluyó en el Registro de Patrimonio en Riesgo.
En 2006, el muelle se vendió a la empresa de Manchester Urban Splash. Los nuevos propietarios y el Real Instituto de Arquitectos Británicos (RIBA) convocaron un concurso en agosto de 2007, en el que se invitaba a presentar ideas para la regeneración del muelle y la isla. En aquel momento, las obras de reparación necesarias se estimaban en 4 millones de libras. Se presentaron 95 propuestas al concurso procedentes de todo el mundo. El diseño del arquitecto Antonino Cardillo incluía los edificios existentes y añadía un gran edificio curvilíneo de hormigón a la isla. El diseño preveía numerosas ventanas en el edificio para crear una gran panorámica del paisaje marino circundante. El ganador del concurso de diseño, Levitate Architecture and Design Studio Ltd, fue anunciado en marzo de 2008. El diseño ganador incluía una docena de apartamentos de lujo y un hotel de 50 habitaciones.
En septiembre de 2010, Urban Splash puso a la venta el muelle, alegando un descenso del negocio debido a la recesión.

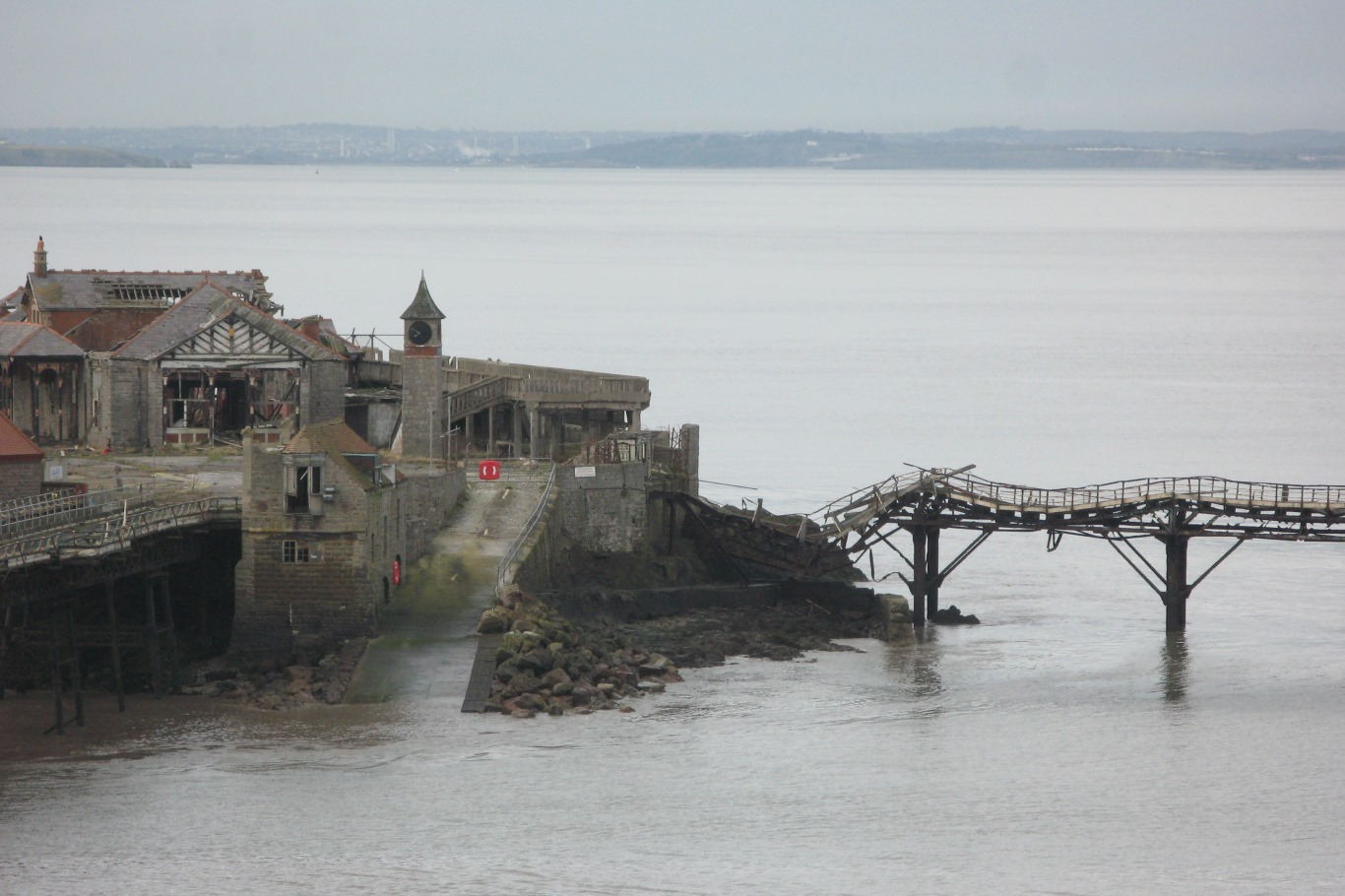
El muelle de desembarco norte tras su derrumbe parcial en 2015

En septiembre de 2011 se informó de que Wahid Samady y Michael Ross habían comprado Birnbeck Pier por una suma no revelada; a Samady también se le había concedido el permiso de planificación para un nuevo desarrollo en el cercano Royal Pier Hotel, a pocos metros del muelle. En agosto de 2012, otros informes sugirieron que la venta no se había llevado a cabo y que Urban Splash seguía siendo el propietario. En 2014, el muelle fue adquirido por CNM Estates, presidida por Wahid Samady y dirigida por Michael Ross. En 2015, la Victorian Society incluyó el muelle en su lista de los diez edificios más amenazados.
Parte del muelle norte se derrumbó durante las tormentas del 30 de diciembre de 2015. En mayo de 2019, Neil y Ryan Andrews fueron condenados cada uno en el Tribunal de la Corona de Bristol a 18 meses de prisión por el intento de robo de la esfera del reloj de la torre del muelle. El juez, señalando que la torre y el reloj habían sobrevivido al incendio de 1897, a un ataque de la Luftwaffe y a un ataque accidental con minas, dijo que el daño causado era "muy visible e irreparable" y que los Andrews "siempre serán conocidos como los dos hombres que destruyeron la historia; fue vandalismo y robo por codicia".

### Planes de restauración
En febrero de 2020, el Consejo de North Somerset inició una orden de expropiación forzosa sobre el muelle. En noviembre de 2021, se anunció que CNM Estates había acordado vender el muelle al consejo. El consejo compró el muelle en julio de 2023, con la intención de repararlo y restaurarlo, permitiendo que la estación de botes salvavidas se reubicara de nuevo en la isla de Birnbeck.
En septiembre de 2023 se nombró a los arquitectos e ingenieros. Está previsto que los trabajos de restauración se lleven a cabo en fases entre 2024 y 2027 y serán financiados por la Royal National Lifeboat Institution (RNLI), el fondo de nivelación del gobierno, el National Heritage Memorial Fund, Historic England y el National Lottery Heritage Fund. En abril de 2024 se presentó una solicitud de planificación para la primera fase (reparaciones y alteraciones en los edificios del extremo de tierra).

## Estación de botes salvavidas de Weston

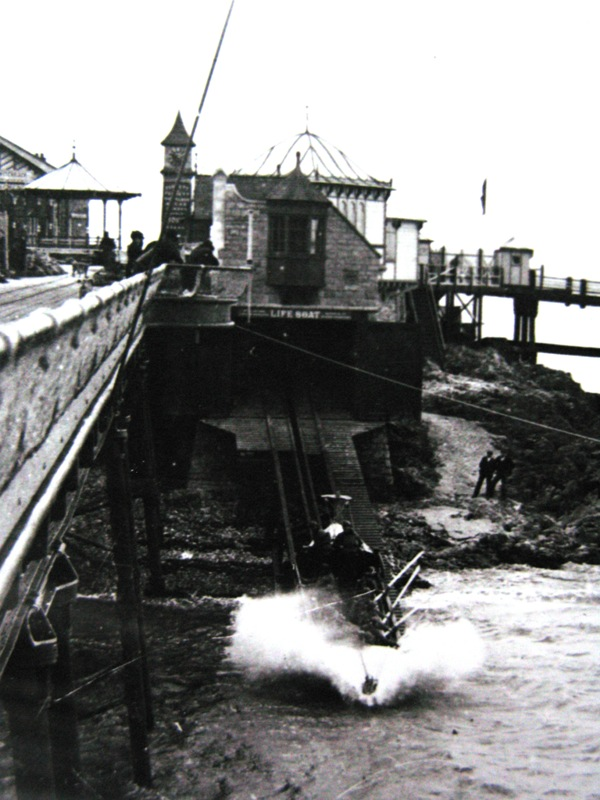
El William James Holt se botó desde el cobertizo para barcos que estuvo en uso entre 1889 y 1902.

Debido a la extrema amplitud de las mareas en el Canal de Bristol, encontrar un lugar adecuado para botar los botes salvavidas resultó una ardua tarea para la Royal National Lifeboat Institution (RNLI). En 1882 se instalaron pescantes en el muelle, lo que permitió bajar un bote salvavidas al agua, incluso con marea baja. En 1889 se instaló aquí un nuevo bote salvavidas más grande y se construyó un cobertizo para botes en el lado noreste de la isla, con una grada de 30 m junto al muelle. Esta instalación fue sustituida en 1902, cuando se construyó un nuevo cobertizo para botes en el lado sureste de la isla. Contaba con una grada de 112 m (368 pies) que permitía botar el bote salvavidas en la mayoría de los estados de la marea y era la más larga de Inglaterra.
La grada se cerró en 2007 debido a su mal estado, y desde entonces los botes salvavidas se lanzan desde el lado noreste de la isla. Las tripulaciones siguieron utilizando el cobertizo para botes de 1889, pero los dos botes salvavidas costeros se mantuvieron en sus carros de botadura al aire libre en la isla de Birnbeck. En abril de 2011 se erigió un nuevo cobertizo "provisional" para darles cobertura. La estructura costó 70.000 libras, pero se diseñó para que pudiera desmontarse una vez construidas las instalaciones permanentes y transportarse para reutilizarse en otro lugar. En 2015, el RNLI anunció que solicitaría permiso de planificación para una estación permanente de botes salvavidas en Knightstone Harbour, junto con un fondeadero de aguas profundas en Anchor Head, y se cerraron las instalaciones del muelle de Birnbeck.
Weston-super-Mare es la estación RNLI más concurrida en el lado sur del Canal de Bristol; en 2011 sus dos botes salvavidas fueron llamados 42 veces. Históricamente, el mayor número de personas rescatadas a la vez fue el 22 de septiembre de 1884, cuando 40 pasajeros fueron sacados del SS Welsh Prince que tuvo dificultades después de salir del muelle.